# Ādažu novads
Ādažu novads is een gemeente in Vidzeme in het midden van Letland. Het bestuurlijke centrum is in Ādaži.
De huidige gemeente ontstond op 1 juli 2021, toen de bestaande gemeente werd uitgebreid met de gemeente Carnikavas novads.
De eerdere gemeente Ādažu novads was in 2009 voortgekomen uit de landelijke gemeente Ādaži.

## Plaatsen in de gemeente
- Ādaži
- Alderi
- Atari
- Āņi
- Baltezers
- Birznieki
- Garkalne
- Kadaga
- Stapriņi
- Divezeri
- Iļķene
- Eimuri

Nationale steden (valstspilsētas):

Daugavpils  · Jelgava · Jūrmala · Liepāja · Rēzekne · Riga · Ventspils

Gemeenten (novadi):

Ādažu novads
· Aizkraukles novads
· Alūksnes novads
· Augšdaugavas novads
· Balvu novads
· Bauskas novads
· Cēsu novads
· Dienvidkurzemes novads
· Dobeles novads
· Gulbenes novads
· Jelgavas novads
· Jēkabpils novads
· Krāslavas novads
· Kuldīgas novads
· Ķekavas novads
· Limbažu novads
· Līvānu novads
· Ludzas novads
· Madonas novads
· Mārupes novads
· Ogres novads 
· Olaines novads
· Preiļu novads
· Rēzeknes novads 
· Ropažu novads
· Salaspils novads
· Saldus novads
· Saulkrastu novads
· Siguldas novads
· Smiltenes novads
· Talsu novads
· Tukuma novads
· Valkas novads
· Valmieras novads
· Varakļānu novads
· Ventspils novads 